# LHCb (experiência)
O experimento LHCb – sigla inglesa para Large Hadron Collider beauty experiment, onde beauty é um nome alternativo para o quark bottom – é um dos oito experimentos detectores de partículas a coletar dados no acelerador LHC no CERN. O LHCb é um experimento especializado em física do quark b, projetado principalmente para medir os parâmetros da violação CP nas interações de hádrons-b (partículas pesadas que contêm um quark bottom). Tais estudos podem ajudar a explicar a assimetria entre matéria e antimatéria no universo. O detector também é capaz de fazer medições de seções de choque de produção, espectroscopia de hádrons exóticos, física de charme e física eletrofraca na região frontal. A colaboração LHCb, que construiu, opera e analisa dados do experimento, é composta de aproximadamente 1260 pessoas de 74 institutos científicos, representando 16 países. No Brasil, as instituições colaboradoras são a Universidade Federal do Rio de Janeiro, o Centro Brasileiro de Pesquisas Físicas e a Pontifícia Universidade Católica do Rio de Janeiro. O experimento é localizado no ponto oito no túnel LHC, próximo a Ferney-Voltaire, cidade vizinha de Genebra do lado francês da fronteira. O experimento MoEDAL compartilha da mesma caverna experimental.

## Objetivos
O experimento tem um amplo programa que cobre muitos aspectos importantes da física de sabores pesados (quarks beauty e charme), da interação eletrofraca e da cromodinâmica quântica (QCD). Seis medidas chave foram identificadas envolvendo mésons B, que incluem:
- Medida da razão de ramificação do decaimento raro Bs → μ+ μ−

- Medida da assimetria frente-trás do par de múons no decaimento de corrente neutra com troca de sabor Bd → K* μ+ μ−. Tal corrente neutra com troca de sabor não pode ocorrer a nível de árvore no Modelo Padrão, e acontece apenas por diagramas de Feynman tipo caixa e loop; propriedades do decaimento podem ser fortemente modificadas por nova física.
- Medida da fase de violação CP no decaimento Bs → J/ψ φ, causada por interferência entre os decaimentos com e sem oscilações de Bs. Essa fase é um dos observáveis de CP com a menor incerteza teórica no Modelo Padrão, e pode ser significativamente modificada por nova física.
- Medida de propriedades de decaimentos radiativos de mésons B, ou seja, decaimento de mésons B com fótons nos estados finais. Estes, especificamente, são decaimentos de corrente neutra com troca de sabor.
- Determinação a nível de árvore do ângulo γ do triângulo unitário.
- Decaimentos de mésons B em dois e três corpos sem charme.

## O detector LHCb
Os dois hádrons-b são predominantemente produzidos na mesma direção frontal e esse fato ditou o plano do detector LHCb. O detector é um espectrômetro frontal de braço único, que cobre um ângulo polar de 10 a 300 milirradianos (mrad) no plano horizontal e 250 mrad no vertical. A assimetria entre os planos vertical e horizontal é determinada por um dipolo magnético com a principal componente de campo na direção vertical.

### Subsistemas

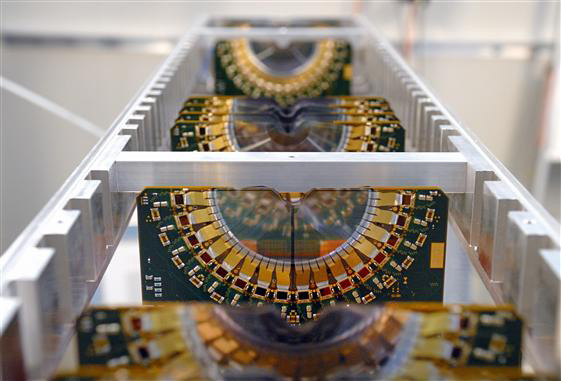
O VELO durante a construção

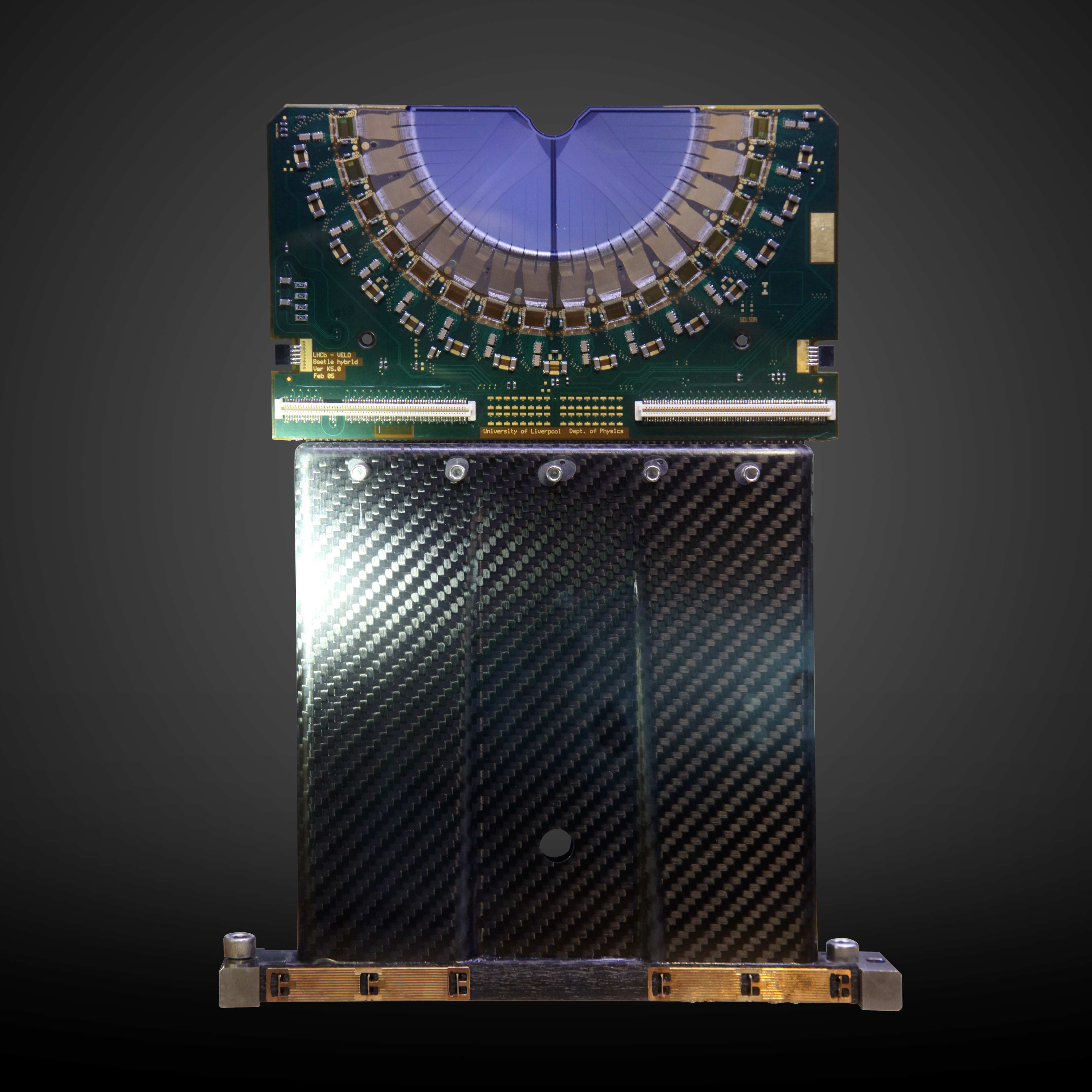
Um elemento do VELO

O detector de vértices (VELO) é construído em volta da região de colisão dos prótons. Ele serve para medir com precisão as trajetórias das partículas próximas ao ponto de colisão para poder separar os vértices primários e secundários.
O detector opera a 7 milímetros do feixe do LHC. Isso implica um enorme fluxo de partículas - o VELO foi projetado para resistir a fluências integradas de mais de 1014 p/cm2 por ano por um período de três anos. O detector opera no vácuo e é refrigerado a aproximadamente -25ºC usando um sistema bifásico de CO2. Os dados do detector VELO são amplificados e lidos pelo chip ASIC Beetle.
O detector RICH-1 é localizado diretamente após o detector de vértices. Ele é usado para identificação de partículas com trajetórias de baixo momento.
O principal sistema de rastreamento ou tracking, que é usado para reconstruir as trajetórias de partículas carregadas e medir seu momento, é colocado antes e depois do dipolo magnético. O sistema de rastreamento consiste de três subdetectores:
- O Tracker Turicensis (TT), um detector baseado em tiras de silício localizado antes do dipolo magnético do LHCb.
- O Tracker Externo (Outer Tracker ou OT), um detector com tubos de gás localizado após o dipolo magnético, cobrindo a parte externa da aceptância do detector.
- O Tracker Interno (Inner Tracker ou IT), um detector que também contém tiras de silício, localizado após o dipolo magnético e cobrindo a parte interna da aceptância do detector.

A seguir ao sistema de rastreamento está localizado o RICH-2, que permite a identificação de partículas com trajetórias de alto momento.
Os calorímetros eletromagnético e hadrônico fornecem medidas de energia dos elétrons, fótons e hádrons. Essas medidas são usadas a nível de trigger para identificar partículas com grande momento transversal.
O sistema de múons é usado para identificar e usar no nível de trigger múons nos eventos.

## Resultados
Durante as operações com colisões próton-próton de 2011, o LHCb registrou uma luminosidade de 1 fb−1 numa energia de 7 TeV. Em 2012, cerca de 2 fb−1 foram coletados numa energia de 8 TeV. Estes conjuntos de dados permitem que a colaboração leve adiante o programa de testes precisos do Modelo padrão com muitas medidas adicionais. A análise levou à evidência do decaimento de corrente neutra com troca de sabor Bs → μ μ. Essa medida impacta o espaço de fase dos modelos de supersimetria. Uma combinação com dados do Solenoide de Múon Compacto (CMS) da operação de 8 TeV permitiu que uma medida precisa da razão de ramificação do méson B estranho decair em um par de múons. A violação de CP foi estudada em vários sistemas de partículas como Bs, Kaons e D0. Novos bárions Xi foram observados em 2014. Análises do decaimento de bárions bottom lambda (Λ0
b) no experimento LHCb também revelaram a aparente existência de pentaquarks no que foi descrito como uma descoberta “acidental”.